# 31 (filme)
31 é um filme independente americano de 2016 de terror, escrito e realizado por Rob Zombie, e protagonizado por Malcolm McDowell. O filme foi financiado online através de crowdfunding em fanbacked.com.
31 conta a história de cinco trabalhadores de um parque de diversões que foram raptados e tomados como reféns até à noite de Halloween, onde são colocados num complexo. É lhes dito que fazem parte de um jogo chamado “31” e que têm de sobreviver nas próximas doze horas a um grupo de assassinos com máscaras de palhaço. Zombie comparou31 com o seu filme The Devil's Rejects.
31 foi submetido duas vezes ao Motion Picture Association of America e recebeu a categoria NC-17 (Proibido a menores de 18 anos). A descrição é feitas nas notas da MPAA "violência gráfica sádica, nudez/sexualidade bizarra, imagens perturbadoras e invasivas e alguma linguagem forte."
31 tem estreia marcada para o festival Sundance a 23 de janeiro de 2016.

## Sinopse
31 é a história de cinco funcionários de uma feira de diversões sequestrados na véspera do Dia das Bruxas e mantidas reféns em um galpão secreto chamado Murder World. Uma vez lá, eles terão doze horas para sobreviver a um jogo assustador chamado 31, no qual os The Heads, maníacos assassinos vestidos de palhaços, são libertados para caçá-los e matá-los.

## Elenco
| Ator/Atriz                | Personagem                                |
| ------------------------- | ----------------------------------------- |
| Sheri Moon Zombie         | Charly                                    |
| Jeff Daniel Phillips      | Roscoe Pepper                             |
| Lawrence Hilton-Jacobs    | Panda Thomas                              |
| Meg Foster                | Venus Virgo                               |
| Kevin Jackson             | Levon Wally                               |
| Malcolm McDowell          | Father Murder                             |
| Jane Carr                 | Sister Serpent                            |
| Judy Geeson               | Sister Dragon                             |
| Richard Brake             | Doom-Head                                 |
| Pancho Moler              | Sick-Head                                 |
| David Ury                 | Schizo-Head                               |
| Lew Temple                | Psycho-Head                               |
| Torsten Voges             | Death-Head                                |
| Elizabeth Daily           | Sex-Head (como E.G. Daily)                |
| Michael 'Red Bone' Alcott | Fat Randy (como Michael 'Redbone' Alcott) |